# Huitième district congressionnel du Tennessee
 (décembre 2024).
Le 8e district congressionnel du Tennessee est un district de l'ouest du Tennessee. Il est représenté par le Républicain David Kustoff depuis janvier 2017. Le district apparaît rural sur une carte, mais l'essentiel de ses suffrages est exprimé dans les zones suburbaines et péri urbaines autour de Memphis, comme Germantown, Bartlett et Collierville, ainsi que les comtés de Fayette et de Tipton. Cette région possède certains des revenus médians les plus élevés de l'État.
Le reste du district est composé principalement de petites villes et de communautés agricoles. Le district avait déjà une forte teinte sociale-conservatrice qui s'est encore accentuée lorsque l'est de Memphis a été ajouté au district ; bon nombre des églises les plus politiquement actives de l'État se trouvent ici.
Selon le recensement de 2010, les cinq plus grandes villes situées principalement dans le district sont : Jackson (65 211), Bartlett (54 613), Collierville (43 965), Germantown (38 844) et Dyersburg (17 145). Parmi eux, seuls Jackson et Dyersburg ne se trouvent pas dans le comté de Shelby.

## Frontières actuelles
Le district est situé dans l'ouest du Tennessee. Il borde le Kentucky au nord, l'Arkansas et le Missouri à l'ouest et le Mississippi au sud.
Il est actuellement composé des comtés suivants : Carroll, Chester, Crockett, Dyer, Fayette, Gibson, Hardeman, Hardin, Haywood, Henderson, Henry, Lake, Lauderdale, Madison, McNairy, Obion, Tipton et Weakley. Il contient également une grande partie du comté de Shelby, y compris la partie orientale de Memphis, la moitié du comté de Tipton et un petit morceau de Benton.

## Histoire
Des districts similaires au 8e actuel (composé de zones rurales de l'ouest du Tennessee) sont en place depuis la reconstruction.
Au début du XXe siècle, la majeure partie du nord-ouest du Tennessee était représentée par les démocrates Finis J. Garrett (1905 à 1929) et Jere Cooper (1929 à 1957). Avant 1933, le district était numéroté 9e ; il fut à nouveau numéroté 9e de 1943 à 1953. Cooper fut remplacé par Fats Everett, qui servit jusqu'à sa mort au début de 1969.
Le district a été repoussé dans la banlieue nord de Memphis en 1967 en raison d'un redécoupage provoqué par la décision Baker c. Carr. Après la mort d'Everett en 1969, l'ancien commissaire à l'agriculture du Tennessee, Ed Jones, a remporté une élection spéciale pour le reste de son mandat. Jones a servi la région au Congrès pendant un peu moins de vingt ans jusqu'à sa retraite en 1989. À la retraite de Jones, le Sénateur d'État John S. Tanner lui a succédé. Après onze mandats (22 ans) au Congrès, Tanner a pris sa retraite.
Pendant la majeure partie du XXe siècle, le 8e était un district démocrate classique Yellow Dog. Les démocrates de la région étaient loin d'être aussi libéraux que leurs homologues de Nashville et de Memphis, et les électeurs de la région étaient prêts à partager leurs listes lors des élections nationales à partir des années 1960. Cependant, mis à part les comtés historiquement unionistes de Carroll, Henderson, McNairy, Hardin et Wayne, le GOP était presque inexistant aux niveaux national et local, les républicains ne présentant que des candidats « agneaux sacrificiels » les rares fois où ils ont présenté des candidats.
Cependant, les républicains ont progressivement commencé à éroder l’avantage démocrate au tournant du siècle. Il a été balayé lors de la vague républicaine de 2008 à l'échelle de l'État, les républicains ayant remporté la plupart des sièges du district à l'Assemblée générale du Tennessee. Cela a culminé en 2011, lorsque l'homme d'affaires Républicain Stephen Fincher a battu le Sénateur d'État démocrate Roy Herron, remportant 58 % des voix contre 39 % pour Herron. C'était la première fois depuis la Reconstruction qu'un Républicain représentait le nord-ouest du Tennessee. Depuis lors, aucun Démocrate n’a obtenu ne serait-ce que 40 % des voix.
À la suite du recensement de 2010, le district a perdu son territoire restant dans le Middle Tennessee, ce qui signifie qu'il se trouvait entièrement dans l'ouest du Tennessee pour la première fois depuis 1968. Lors du même recensement, il a récupéré la septième part du Comté de Shelby, ce qui signifie que depuis 2012, tout une zone du comté de Shelby qui ne se trouve pas dans le 9e se trouve dans le 8e. Le 8e absorba également tout le comté de Fayette. Les banlieues est de Memphis, en particulier l'est du comté de Shelby, sont les régions les plus républicaines de l'État en dehors de l'est du Tennessee. Leur ajout a donné au 8e un caractère similaire au 7e ; c'est aujourd'hui l'un des quartiers les plus républicains du sud.
En 2016, Fincher a pris sa retraite et a été remplacé par le Républicain David Kustoff, résident de Germantown et ancien Procureur des États-Unis.

## Historique de vote
| Année | Poste     | Résultats              |
| ----- | --------- | ---------------------- |
| 2000  | Président | Gore 51,0 % - 48,0 %   |
| 2004  | Président | Bush 53,0 % - 47,0 %   |
| 2008  | Président | McCain 64,0 % - 35,0 % |
| 2012  | Président | Romney 66,0 % - 33,0 % |
| 2016  | Président | Trump 66,0 % - 30,0 %  |
| 2020  | Président | Trump 65,0 % - 33,0 %  |

## Liste des Représentants du district
| Membre                          | Parti                         | Années                              | Congrès     | Histoire électorale |
| ------------------------------- | ----------------------------- | ----------------------------------- | ----------- | --- |
| District établit le 4 mars 1823 |                               |                                     |             | |
| James B. Reynolds (en)          | Républicain-Démocrate Jackson | 4 mars 1823 - 3 mars 1825           | 18e         | Élu en 1823. Perd sa réélection. |
| John H. Marable (en)            | Jacksonien (en)               | 4 mars 1825 - 3 mars 1829           | 19e , 20e   | Élu en 1825. Réélu en 1827. Perd sa réélection. |
| Cave Johnson                    | Jacksonien (en)               | 4 mars 1829 - 3 mars 1833           | 21e , 22e   | Élu en 1829. Réélu en 1831. Redécoupage vers le 11e district. |
| David W. Dickinson (en)         | Jacksonien (en)               | 4 mars 1833 - 3 mars 1835           | 23e         | Élu en 1833. Retrait. |
| Abram P. Maury (en)             | Anti-Jacksonien               | 4 mars 1835 - 3 mars 1837           | 24e , 25e   | Élu en 1835. Réélu en 1837. Retrait. |
| Abram P. Maury (en)             | Whig                          | 4 mars 1837 - 3 mars 1839           | 24e , 25e   | Élu en 1835. Réélu en 1837. Retrait. |
| Meredith P. Gentry (en)         | Whig                          | 4 mars 1839 - 3 mars 1843           | 26e , 27e   | Élu en 1839. Réélu en 1841. Retrait. |
| Joseph H. Peyton (en)           | Whig                          | 4 mars 1843 - 11 novembre 1845      | 28e , 29e   | Élu en 1843. Réélu en 1845. Décès. |
| Vacant                          | Vacant                        | 11 novembre 1845 - 2 janvier 1846   | 29e         | |
| Edwin H. Ewing (en)             | Whig                          | 2 janvier 1846 - 3 mars 1847        | 29e         | Élu le 12 décembre 1845 pour terminer le mandat de Peyton et intronisé le 2 janvier 1846. Retrait. |
| Washington Barrow (en)          | Whig                          | 4 mars 1847 - 3 mars 1849           | 30e         | Élu en 1847. Retrait. |
| Andrew Ewing (en)               | Démocrate                     | 4 mars 1849 - 3 mars 1851           | 31e         | Élu en 1849. Retrait. |
| William Cullom (en)             | Whig                          | 4 mars 1851 - 3 mars 1853           | 32e         | Élu en 1851. Redécoupage vers le 4e district. |
| Felix Zollicoffer               | Whig                          | 4 mars 1853 - 3 mars 1855           | 33e - 35e   | Élu en 1853. Réélu en 1855. Réélu en 1857. Retrait. |
| Felix Zollicoffer               | Know Nothing                  | 4 mars 1855 - 3 mars 1859           | 33e - 35e   | Élu en 1853. Réélu en 1855. Réélu en 1857. Retrait. |
| James M. Quarles (en)           | Opposition Party (en)         | 4 mars 1859 - 3 mars 1861           | 36e         | Élu en 1859. Ne peut se représenter, l'Ouest Tennessee ayant fait Sécession. |
| District inactif                | District inactif              | 4 mars 1861 - 24 juillet 1866       | 37e - 39e   | Guerre de Sécession et Reconstruction |
| John W. Leftwich (en)           | Unioniste Inconditionnel      | 24 juillet 1866 - 3 mars 1867       | 39e         | Élu en 1865. Perd sa réélection. |
| David A. Nunn (en)              | Républicain                   | 4 mars 1867 - 3 mars 1869           | 40e         | Élu en 1867. Perd sa réélection en tant que Républicain Indépendant. |
| William J. Smith (en)           | Républicain                   | 4 mars 1869 - 3 mars 1871           | 41e         | Élu en 1868. Perd sa réélection. |
| William W. Vaughan (en)         | Démocrate                     | 4 mars 1871 - 3 mars 1873           | 42e         | Élu en 1870. Retrait. |
| David A. Nunn (en)              | Républicain                   | 4 mars 1873 - 3 mars 1875           | 43e         | Élu en 1872. Redécoupage vers le 9e district et perd sa réélection. |
| John D. C. Atkins (en)          | Démocrate                     | 4 mars 1875 - 3 mars 1883           | 44e - 47e   | Redécoupage depuis le 7e district et réélu en 1874. Réélu en 1876. Réélu en 1878. Réélu en 1880. Retrait.                                                                                               |
| John M. Taylor (en)             | Démocrate                     | 4 mars 1883 - 3 mars 1887           | 48e , 49e   | Élu en 1882. Réélu en 1884. Retrait. |
| Benjamin A. Enloe (en)          | Démocrate                     | 4 mars 1887 - 3 mars 1895           | 50e - 53e   | Élu en 1886. Réélu en 1888. Réélu en 1890. Réélu en 1892. Perd sa réélection. |
| John E. McCall (en)             | Républicain                   | 4 mars 1895 - 3 mars 1897           | 54e         | Élu en 1894. Perd sa réélection. |
| Thetus W. Sims (en)             | Démocrate                     | 4 mars 1897 - 3 mars 1921           | 55e - 66e   | Élu en 1896. Réélu en 1898. Réélu en 1900. Réélu en 1902. Réélu en 1904. Réélu en 1906. Réélu en 1908. Réélu en 1910. Réélu en 1912. Réélu en 1914. Réélu en 1916. Réélu en 1918. Perd sa renomination. |
| Lon A. Scott (en)               | Républicain                   | 4 mars 1921 - 3 mars 1923           | 67e         | Élu en 1920. Perd sa réélection. |
| Gordon Browning (en)            | Démocrate                     | 4 mars 1923 - 3 mars 1933           | 68e - 72e   | Élu en 1922. Réélu en 1924. Réélu en 1926. Réélu en 1928. Réélu en 1930. Redécoupage vers le 7e district.                                                                                               |
| Jere Cooper (en)                | Démocrate                     | 4 mars 1933 - 3 janvier 1943        | 73e - 77e   | Redécoupage depuis le 9e district et réélu en 1932. Réélu en 1934. Réélu en 1936. Réélu en 1938. Réélu en 1940. Redécoupage vers le 9e district.                                                        |
| Tom J. Murray (en)              | Démocrate                     | 3 janvier 1943 - 3 janvier 1953     | 78e - 82e   | Élu en 1942. Réélu en 1944. Réélu en 1946. Réélu en 1948. Réélu en 1950. Redécoupage vers le 7e district.                                                                                               |
| Jere Cooper (en)                | Démocrate                     | 3 janvier 1953 - 18 décembre 1957   | 83e - 85e   | Redécoupage depuis le 9e district et réélu en 1952. Réélu en 1954. Réélu en 1956. Décès. |
| Vacant                          | Vacant                        | 18 décembre 1957 - 1er février 1958 | 85e         | |
| Fats Everett (en)               | Démocrate                     | 1er février 1958 - 26 janvier 1969  | 85e - 91e   | Élu pour terminer le mandat de Cooper. Réélu en 1958. Réélu en 1960. Réélu en 1962. Réélu en 1964. Réélu en 1966. Réélu en 1968. Décès.                                                                 |
| Vacant                          | Vacant                        | 26 janvier 1969 - 25 mars 1969      | 91e         | |
| Ed Jones (en)                   | Démocrate                     | 25 mars 1969 - 3 janvier 1973       | 91e , 92e   | Élu pour terminer le mandat d'Everett. Réélu en 1970. Redécoupage vers le 7e district. |
| Dan Kuykendall (en)             | Républicain                   | 3 janvier 1973 - 3 janvier 1975     | 93e         | Redécoupage depuis le 9e district et réélu en 1972. Perd sa réélection. |
| Harold Ford Sr.                 | Démocrate                     | 3 janvier 1975 - 3 janvier 1983     | 94e - 97e   | Élu en 1974. Réélu en 1976. Réélu en 1978. Réélu en 1980. Redécoupage vers le 9e district. |
| Ed Jones (en)                   | Démocrate                     | 3 janvier 1983 - 3 janvier 1989     | 98e - 100e  | Redécoupage depuis le 7e district et réélu en 1982. Réélu en 1984. Réélu en 1986. Retrait. |
| John S. Tanner                  | Démocrate                     | 3 janvier 1989 - 3 janvier 2011     | 101e - 111e | Élu en 1988. Réélu en 1990. Réélu en 1992. Réélu en 1994. Réélu en 1996. Réélu en 1998. Réélu en 2000. Réélu en 2002. Réélu en 2004. Réélu en 2006. Réélu en 2008. Retrait.                             |
| Stephen Fincher                 | Républicain                   | 3 janvier 2011 - 3 janvier 2017     | 112e - 114e | Élu en 2010. Réélu en 2012. Réélu en 2014. Retrait. |
| David Kustoff                   | Républicain                   | 3 janvier 2017 - Présent            | 115e - 118e | Élu en 2016. Réélu en 2018. Réélu en 2020. Réélu en 2022. |

## Résultats des récentes élections
Voici les résultats des dix précédents cycles électoraux dans le district.

## Frontières historiques du district

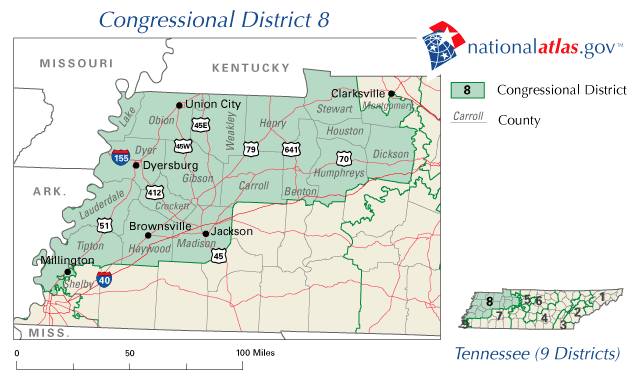
2003 - 2013

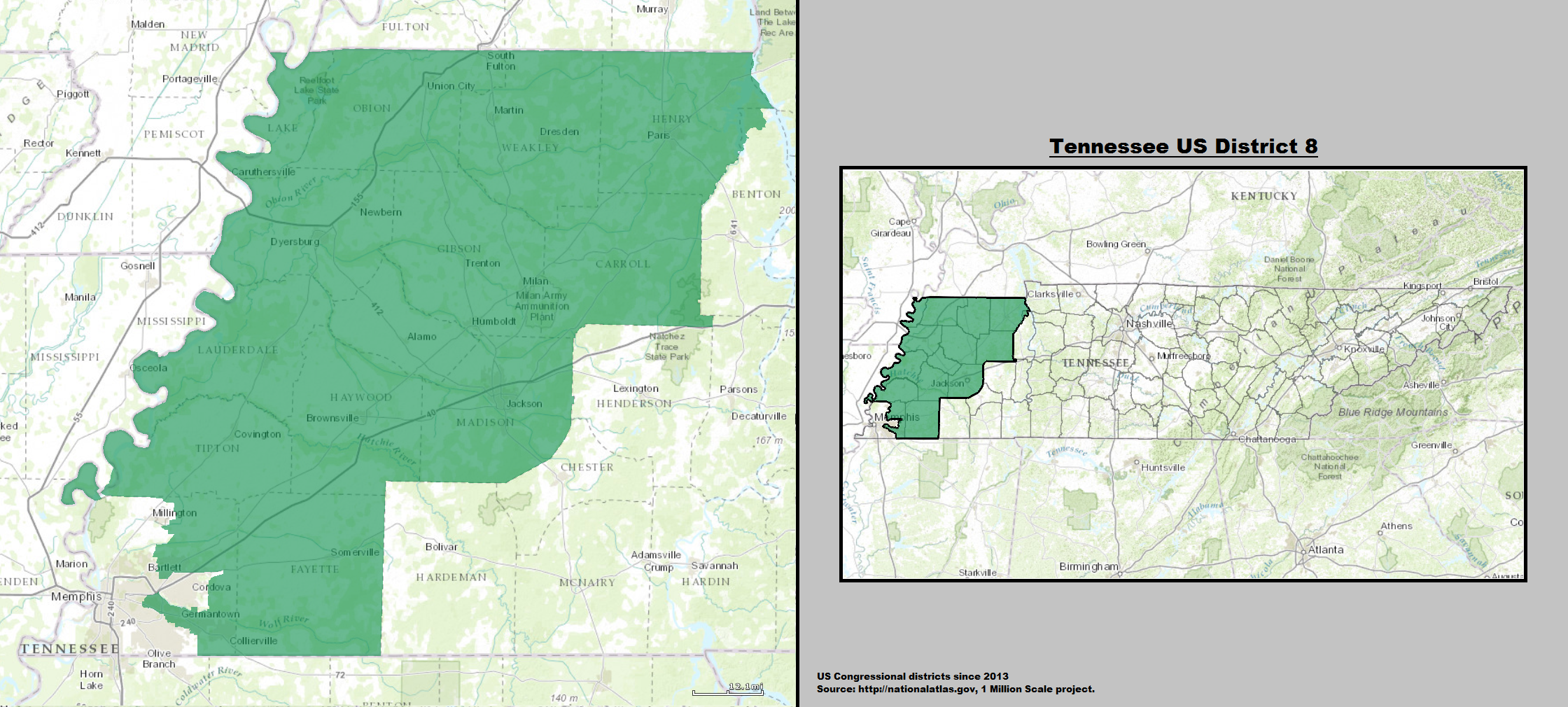
2013 - 2023

### 2004
| Élection de 2004 du 8e district congressionnel du Tennessee | Élection de 2004 du 8e district congressionnel du Tennessee | Élection de 2004 du 8e district congressionnel du Tennessee | Élection de 2004 du 8e district congressionnel du Tennessee | Élection de 2004 du 8e district congressionnel du Tennessee |
| ----------------------------------------------------------- | ----------------------------------------------------------- | ----------------------------------------------------------- | ----------------------------------------------------------- | ----------------------------------------------------------- |
| Parti                                                       | Parti                                                       | Candidat                                                    | Votes                                                       | %                                                           |
|                                                             | Démocrate                                                   | John S. Tanner (sortant)                                    | 173 623                                                     | 74,3                                                        |
|                                                             | Républicain                                                 | James L. Hart                                               | 59 853                                                      | 25,6                                                        |
|                                                             | Indépendant                                                 | Dennis Bertrand                                             | 91                                                          | 0,0                                                         |
| Total des votes                                             | Total des votes                                             | Total des votes                                             | 233 567                                                     | 100 %                                                       |
|                                                             | Les Démocrates conservent                                   |                                                             |                                                             |                                                             |

### 2006
| Élection de 2006 du 8e district congressionnel du Tennessee | Élection de 2006 du 8e district congressionnel du Tennessee | Élection de 2006 du 8e district congressionnel du Tennessee | Élection de 2006 du 8e district congressionnel du Tennessee | Élection de 2006 du 8e district congressionnel du Tennessee |
| ----------------------------------------------------------- | ----------------------------------------------------------- | ----------------------------------------------------------- | ----------------------------------------------------------- | ----------------------------------------------------------- |
| Parti                                                       | Parti                                                       | Candidat                                                    | Votes                                                       | %                                                           |
|                                                             | Démocrate                                                   | John S. Tanner (sortant)                                    | 129 610                                                     | 73,2                                                        |
|                                                             | Républicain                                                 | John Farmer                                                 | 47 492                                                      | 26,8                                                        |
|                                                             | Indépendant                                                 | James Hart                                                  | 6                                                           | 0,0                                                         |
| Total des votes                                             | Total des votes                                             | Total des votes                                             | 177 108                                                     | 100 %                                                       |
|                                                             | Les Démocrates conservent                                   |                                                             |                                                             |                                                             |

### 2008
| Élection de 2008 du 8e district congressionnel du Tennessee | Élection de 2008 du 8e district congressionnel du Tennessee | Élection de 2008 du 8e district congressionnel du Tennessee | Élection de 2008 du 8e district congressionnel du Tennessee | Élection de 2008 du 8e district congressionnel du Tennessee |
| ----------------------------------------------------------- | ----------------------------------------------------------- | ----------------------------------------------------------- | ----------------------------------------------------------- | ----------------------------------------------------------- |
| Parti                                                       | Parti                                                       | Candidat                                                    | Votes                                                       | %                                                           |
|                                                             | Démocrate                                                   | John S. Tanner (sortant)                                    | 180 465                                                     | 100                                                         |
|                                                             | Indépendant                                                 | James Hart                                                  | 54                                                          | 0,0                                                         |
| Total des votes                                             | Total des votes                                             | Total des votes                                             | 180 519                                                     | 100 %                                                       |
|                                                             | Les Démocrates conservent                                   |                                                             |                                                             |                                                             |

### 2010
| Élection de 2010 du 8e district congressionnel du Tennessee | Élection de 2010 du 8e district congressionnel du Tennessee | Élection de 2010 du 8e district congressionnel du Tennessee | Élection de 2010 du 8e district congressionnel du Tennessee | Élection de 2010 du 8e district congressionnel du Tennessee |
| ----------------------------------------------------------- | ----------------------------------------------------------- | ----------------------------------------------------------- | ----------------------------------------------------------- | ----------------------------------------------------------- |
| Parti                                                       | Parti                                                       | Candidat                                                    | Votes                                                       | %                                                           |
|                                                             | Républicain                                                 | Stephen Fincher                                             | 98 759                                                      | 60,3                                                        |
|                                                             | Démocrate                                                   | Roy Herron                                                  | 64 960                                                      | 39,7                                                        |
| Total des votes                                             | Total des votes                                             | Total des votes                                             | 163 719                                                     | 100 %                                                       |
|                                                             | Les Républicains prennent aux Démocrates                    |                                                             |                                                             |                                                             |

### 2012
| Élection de 2012 du 8e district congressionnel du Tennessee | Élection de 2012 du 8e district congressionnel du Tennessee | Élection de 2012 du 8e district congressionnel du Tennessee | Élection de 2012 du 8e district congressionnel du Tennessee | Élection de 2012 du 8e district congressionnel du Tennessee |
| ----------------------------------------------------------- | ----------------------------------------------------------- | ----------------------------------------------------------- | ----------------------------------------------------------- | ----------------------------------------------------------- |
| Parti                                                       | Parti                                                       | Candidat                                                    | Votes                                                       | %                                                           |
|                                                             | Républicain                                                 | Stephen Fincher (sortant)                                   | 190 923                                                     | 68,3                                                        |
|                                                             | Démocrate                                                   | Timothy Dixon                                               | 79 490                                                      | 28,4                                                        |
|                                                             | Indépendant                                                 | James Hart                                                  | 6 139                                                       | 2,2                                                         |
|                                                             | Indépendant                                                 | Mark Rawles                                                 | 2 870                                                       | 1,0                                                         |
| Total des votes                                             | Total des votes                                             | Total des votes                                             | 279 422                                                     | 100 %                                                       |
|                                                             | Les Républicains conservent                                 |                                                             |                                                             |                                                             |

### 2014
| Élection de 2014 du 8e district congressionnel du Tennessee | Élection de 2014 du 8e district congressionnel du Tennessee | Élection de 2014 du 8e district congressionnel du Tennessee | Élection de 2014 du 8e district congressionnel du Tennessee | Élection de 2014 du 8e district congressionnel du Tennessee |
| ----------------------------------------------------------- | ----------------------------------------------------------- | ----------------------------------------------------------- | ----------------------------------------------------------- | ----------------------------------------------------------- |
| Parti                                                       | Parti                                                       | Candidat                                                    | Votes                                                       | %                                                           |
|                                                             | Républicain                                                 | Stephen Fincher (sortant)                                   | 122 205                                                     | 70,8                                                        |
|                                                             | Démocrate                                                   | Wes Bradley                                                 | 42 403                                                      | 24,6                                                        |
|                                                             | Constitution                                                | Mark Rawles                                                 | 4 450                                                       | 2,6                                                         |
|                                                             | Indépendant                                                 | James Hart                                                  | 3 446                                                       | 2,0                                                         |
| Total des votes                                             | Total des votes                                             | Total des votes                                             | 172 504                                                     | 100 %                                                       |
|                                                             | Les Républicains conservent                                 |                                                             |                                                             |                                                             |

### 2016
| Élection de 2016 du 8e district congressionnel du Tennessee | Élection de 2016 du 8e district congressionnel du Tennessee | Élection de 2016 du 8e district congressionnel du Tennessee | Élection de 2016 du 8e district congressionnel du Tennessee | Élection de 2016 du 8e district congressionnel du Tennessee |
| ----------------------------------------------------------- | ----------------------------------------------------------- | ----------------------------------------------------------- | ----------------------------------------------------------- | ----------------------------------------------------------- |
| Parti                                                       | Parti                                                       | Candidat                                                    | Votes                                                       | %                                                           |
|                                                             | Républicain                                                 | David Kustoff                                               | 194 386                                                     | 68,8                                                        |
|                                                             | Démocrate                                                   | Rickey Hobson                                               | 70 925                                                      | 25,1                                                        |
|                                                             | Indépendant                                                 | Shelia Godwin                                               | 6 442                                                       | 2,3                                                         |
|                                                             | Indépendant                                                 | James Hart                                                  | 4 057                                                       | 1,4                                                         |
|                                                             | Indépendant                                                 | Adrian Montague                                             | 2 497                                                       | 0,9                                                         |
|                                                             | Indépendant                                                 | Mark Rawles                                                 | 2 445                                                       | 0,9                                                         |
|                                                             | Indépendant                                                 | Keren Free Spirit Talley-Lane                               | 1 981                                                       | 0,7                                                         |
| Total des votes                                             | Total des votes                                             | Total des votes                                             | 282 733                                                     | 100 %                                                       |
|                                                             | Les Républicains conservent                                 |                                                             |                                                             |                                                             |

### 2018
| Élection de 2018 du 8e district congressionnel du Tennessee | Élection de 2018 du 8e district congressionnel du Tennessee | Élection de 2018 du 8e district congressionnel du Tennessee | Élection de 2018 du 8e district congressionnel du Tennessee | Élection de 2018 du 8e district congressionnel du Tennessee |
| ----------------------------------------------------------- | ----------------------------------------------------------- | ----------------------------------------------------------- | ----------------------------------------------------------- | ----------------------------------------------------------- |
| Parti                                                       | Parti                                                       | Candidat                                                    | Votes                                                       | %                                                           |
|                                                             | Républicain                                                 | David Kustoff (sortant)                                     | 168 030                                                     | 67,7                                                        |
|                                                             | Démocrate                                                   | Erika Stotts Pearson                                        | 74 755                                                      | 30,1                                                        |
|                                                             | Indépendant                                                 | James Hart                                                  | 5 560                                                       | 2,2                                                         |
| Total des votes                                             | Total des votes                                             | Total des votes                                             | 248 345                                                     | 100 %                                                       |
|                                                             | Les Républicains conservent                                 |                                                             |                                                             |                                                             |

### 2020
| Élection de 2020 du 8e district congressionnel du Tennessee | Élection de 2020 du 8e district congressionnel du Tennessee | Élection de 2020 du 8e district congressionnel du Tennessee | Élection de 2020 du 8e district congressionnel du Tennessee | Élection de 2020 du 8e district congressionnel du Tennessee |
| ----------------------------------------------------------- | ----------------------------------------------------------- | ----------------------------------------------------------- | ----------------------------------------------------------- | ----------------------------------------------------------- |
| Parti                                                       | Parti                                                       | Candidat                                                    | Votes                                                       | %                                                           |
|                                                             | Républicain                                                 | David Kustoff (sortant)                                     | 227 216                                                     | 68,5                                                        |
|                                                             | Démocrate                                                   | Erika Stotts Pearson                                        | 97 890                                                      | 29,5                                                        |
|                                                             | Indépendant                                                 | James Hart                                                  | 3 763                                                       | 1,1                                                         |
|                                                             | Indépendant                                                 | Jon Dillard                                                 | 2 984                                                       | 0,9                                                         |
| Total des votes                                             | Total des votes                                             | Total des votes                                             | 331 853                                                     | 100 %                                                       |
|                                                             | Les Républicains conservent                                 |                                                             |                                                             |                                                             |

### 2022
| Primaire républicaine de 2022 du 8e district congressionnel du Tennessee | Primaire républicaine de 2022 du 8e district congressionnel du Tennessee | Primaire républicaine de 2022 du 8e district congressionnel du Tennessee | Primaire républicaine de 2022 du 8e district congressionnel du Tennessee | Primaire républicaine de 2022 du 8e district congressionnel du Tennessee |
| ------------------------------------------------------------------------ | ------------------------------------------------------------------------ | ------------------------------------------------------------------------ | ------------------------------------------------------------------------ | ------------------------------------------------------------------------ |
| Parti                                                                    | Parti                                                                    | Candidat                                                                 | Votes                                                                    | %                                                                        |
|                                                                          | Républicain                                                              | David Kustoff (sortant)                                                  | 69 538                                                                   | 83,7                                                                     |
|                                                                          | Républicain                                                              | Bob Hendry                                                               | 6 990                                                                    | 8,4                                                                      |
|                                                                          | Républicain                                                              | Danny Bridger Jr.                                                        | 4 233                                                                    | 5,1                                                                      |
|                                                                          | Républicain                                                              | Dean Clouse                                                              | 2 291                                                                    | 2,8                                                                      |

| Primaire démocrate de 2022 du 8e district congressionnel du Tennessee | Primaire démocrate de 2022 du 8e district congressionnel du Tennessee | Primaire démocrate de 2022 du 8e district congressionnel du Tennessee | Primaire démocrate de 2022 du 8e district congressionnel du Tennessee | Primaire démocrate de 2022 du 8e district congressionnel du Tennessee |
| --------------------------------------------------------------------- | --------------------------------------------------------------------- | --------------------------------------------------------------------- | --------------------------------------------------------------------- | --------------------------------------------------------------------- |
| Parti                                                                 | Parti                                                                 | Candidat                                                              | Votes                                                                 | %                                                                     |
|                                                                       | Démocrate                                                             | Lynette Williams                                                      | 15 819                                                                | 63,3                                                                  |
|                                                                       | Démocrate                                                             | Tim McDonald                                                          | 9 187                                                                 | 36,7                                                                  |

| Élection de 2022 du 8e district congressionnel du Tennessee | Élection de 2022 du 8e district congressionnel du Tennessee | Élection de 2022 du 8e district congressionnel du Tennessee | Élection de 2022 du 8e district congressionnel du Tennessee | Élection de 2022 du 8e district congressionnel du Tennessee |
| ----------------------------------------------------------- | ----------------------------------------------------------- | ----------------------------------------------------------- | ----------------------------------------------------------- | ----------------------------------------------------------- |
| Parti                                                       | Parti                                                       | Candidat                                                    | Votes                                                       | %                                                           |
|                                                             | Républicain                                                 | David Kustoff (sortant)                                     | 155 602                                                     | 74,0                                                        |
|                                                             | Démocrate                                                   | Lynette Williams                                            | 51 102                                                      | 24,3                                                        |
|                                                             | Indépendant                                                 | James Hart                                                  | 2 541                                                       | 1,2                                                         |
|                                                             | Indépendant                                                 | Ronnie Henley                                               | 1 070                                                       | 0,5                                                         |
| Total des votes                                             | Total des votes                                             | Total des votes                                             | 210 315                                                     | 100 %                                                       |
|                                                             | Les Républicains conservent                                 |                                                             |                                                             |                                                             |

### 2024
| Primaire républicaine de 2024 du 8e district congressionnel du Tennessee | Primaire républicaine de 2024 du 8e district congressionnel du Tennessee | Primaire républicaine de 2024 du 8e district congressionnel du Tennessee | Primaire républicaine de 2024 du 8e district congressionnel du Tennessee | Primaire républicaine de 2024 du 8e district congressionnel du Tennessee |
| ------------------------------------------------------------------------ | ------------------------------------------------------------------------ | ------------------------------------------------------------------------ | ------------------------------------------------------------------------ | ------------------------------------------------------------------------ |
| Parti                                                                    | Parti                                                                    | Candidat                                                                 | Votes                                                                    | %                                                                        |
|                                                                          | Républicain                                                              | David Kustoff (sortant)                                                  | 55 809                                                                   | 100 %                                                                    |

| Primaire démocrate de 2022 du 8e district congressionnel du Tennessee | Primaire démocrate de 2022 du 8e district congressionnel du Tennessee | Primaire démocrate de 2022 du 8e district congressionnel du Tennessee | Primaire démocrate de 2022 du 8e district congressionnel du Tennessee | Primaire démocrate de 2022 du 8e district congressionnel du Tennessee |
| --------------------------------------------------------------------- | --------------------------------------------------------------------- | --------------------------------------------------------------------- | --------------------------------------------------------------------- | --------------------------------------------------------------------- |
| Parti                                                                 | Parti                                                                 | Candidat                                                              | Votes                                                                 | %                                                                     |
|                                                                       | Démocrate                                                             | Sarah Freeman                                                         | 5 552                                                                 | 33,7                                                                  |
|                                                                       | Démocrate                                                             | Brenda Woods                                                          | 4 580                                                                 | 27,8                                                                  |
|                                                                       | Démocrate                                                             | Lynnette Williams                                                     | 2 887                                                                 | 17,5                                                                  |
|                                                                       | Démocrate                                                             | Leonard Perkins                                                       | 2 160                                                                 | 13,1                                                                  |
|                                                                       | Démocrate                                                             | Lawrence Pivnick                                                      | 1 279                                                                 | 7,8                                                                   |

| Élection de 2024 du 8e district congressionnel du Tennessee | Élection de 2024 du 8e district congressionnel du Tennessee | Élection de 2024 du 8e district congressionnel du Tennessee | Élection de 2024 du 8e district congressionnel du Tennessee | Élection de 2024 du 8e district congressionnel du Tennessee |
| ----------------------------------------------------------- | ----------------------------------------------------------- | ----------------------------------------------------------- | ----------------------------------------------------------- | ----------------------------------------------------------- |
| Parti                                                       | Parti                                                       | Candidat                                                    | Votes                                                       | %                                                           |
|                                                             | Républicain                                                 | David Kustoff (sortant)                                     | TBD                                                         | TBD                                                         |
|                                                             | Démocrate                                                   | Sarah Freeman                                               | TBD                                                         | TBD                                                         |
|                                                             | Indépendant                                                 | James Hart                                                  | TBD                                                         | TBD                                                         |
| Total des votes                                             | Total des votes                                             | Total des votes                                             | TBD                                                         | 100 %                                                       |
|                                                             |                                                             |                                                             |                                                             |                                                             |